# Ветр-сюр-Анзон
Ветр-сюр-Анзон (фр. Vêtre-sur-Anzon) — муніципалітет у Франції, у регіоні Овернь-Рона-Альпи, департамент Луара. Ветр-сюр-Анзон утворено 1 січня 2019 року шляхом злиття муніципалітетів Сен-Жульєн-ла-Ветр i Сен-Тюрен. Адміністративним центром муніципалітету є Сен-Жульєн-ла-Ветр. Населення — 572 особи (01.01.2021).